# ジェイコブ・ラッツ
ジェイコブ・ユージーン・ラッツ（Jacob Eugene Latz, 1996年4月8日 - ）は、アメリカ合衆国イリノイ州リーモント出身のプロ野球選手（投手）。左投右打。MLBのテキサス・レンジャーズ所属。
プロ入りから2023年までの登録名はジェイク・ラッツ（Jake Latz）としていた。

## 経歴
2014年のMLBドラフト11巡目（全体324位）でトロント・ブルージェイズから指名されたが、この時は契約せずにルイジアナ州立大学へ進学した。
ケント州立大学へ転校後の2017年、MLBドラフト5巡目（全体164位）でテキサス・レンジャーズから指名され、プロ入り。契約後、傘下のルーキー級アリゾナリーグ・レンジャーズでプロデビュー。2試合に登板して0勝1敗、防御率6.75、5奪三振を記録した。
2018年はA-級スポケーン・インディアンスでプレーし、13試合に先発登板して6勝2敗、防御率3.93、67奪三振を記録した。
2019年はA+級ダウンイースト・ウッドダックスとA+級ヒッコリー・クロウダッズでプレーし、2チーム合計で13試合に先発登板して7勝1敗、防御率1.62、74奪三振を記録した。
2020年はCOVID-19の影響でマイナーリーグの試合が開催されなかったため、レンジャーズ傘下での公式戦の登板は無かった。そのため、この年は独立リーグであるコンステレーション・エナジー・リーグに所属するシュガーランド・スキーターズでプレーし、6試合（先発2試合）に登板して2勝1敗、防御率4.35、15奪三振を記録した。
2021年は5月のマイナーリーグ開幕をAA級フリスコ・ラフライダーズで迎えた。その後、AAA級ラウンドロック・エクスプレスを経て7月25日にメジャー契約を結んでアクティブ・ロースター入りした。同日のクリーブランド・インディアンス戦にて先発でメジャーデビューしたが4.2イニングを投げて3失点を喫し、敗戦投手となった。7月30日にマイナー契約となってAAA級ラウンドロックへ降格して以降はメジャー再昇格は無く、メジャー登板は前述の1試合のみだった。また、マイナー（AA級フリスコとAAA級ラウンドロック）では22試合（先発19試合）に登板して2勝2敗、防御率4.30、119奪三振を記録した。
2022年はAAA級ラウンドロックでプレーし、19試合（先発10試合）に登板して5勝5敗、防御率5.77、59奪三振を記録した。
2023年、マイナーではAAA級ラウンドロックでプレーし、46試合（先発5試合）に登板して1勝4敗7セーブ、防御率4.10、87奪三振を記録した。9月16日には2年ぶりにメジャー契約を結んでアクティブ・ロースター入りした。この年メジャーでは3試合に登板して防御率0.00、5奪三振を記録した。

## 詳細情報

### 年度別投手成績
| 年 度    | 球 団    | 登 板 | 先 発 | 完 投 | 完 封 | 無 四 球 | 勝 利 | 敗 戦 | セ 丨 ブ | ホ 丨 ル ド | 勝 率 | 打 者 | 投 球 回 | 被 安 打 | 被 本 塁 打 | 与 四 球 | 敬 遠 | 与 死 球 | 奪 三 振 | 暴 投 | ボ 丨 ク | 失 点 | 自 責 点 | 防 御 率 | W H I P |
| -------- | -------- | ----- | ----- | ----- | ----- | -------- | ----- | ----- | -------- | ----------- | ----- | ----- | -------- | -------- | ----------- | -------- | ----- | -------- | -------- | ----- | -------- | ----- | -------- | -------- | ------- |
| 2021     | TEX      | 1     | 1     | 0     | 0     | 0        | 0     | 1     | 0        | 0           | .000  | 19    | 4.2      | 5        | 3           | 0        | 0     | 0        | 4        | 0     | 0        | 3     | 3        | 5.79     | 1.07    |
| 2023     | TEX      | 3     | 0     | 0     | 0     | 0        | 0     | 0     | 0        | 0           | ----  | 22    | 6.1      | 1        | 0           | 3        | 0     | 0        | 1        | 0     | 0        | 0     | 0        | 0.00     | 0.63    |
| 2024     | TEX      | 46    | 0     | 0     | 0     | 0        | 2     | 3     | 0        | 9           | .400  | 192   | 43.2     | 39       | 6           | 27       | 3     | 1        | 40       | 4     | 0        | 20    | 18       | 3.71     | 1.51    |
| MLB：3年 | MLB：3年 | 50    | 1     | 0     | 0     | 0        | 2     | 4     | 0        | 9           | .333  | 233   | 54.2     | 45       | 9           | 30       | 3     | 1        | 49       | 4     | 0        | 23    | 21       | 3.46     | 1.37    |

- 2024年度シーズン終了時

### 年度別守備成績
| 年 度 | 球 団 | 投手（P） | 投手（P） | 投手（P） | 投手（P） | 投手（P） | 投手（P） |
| 年 度 | 球 団 | 試 合     | 刺 殺     | 補 殺     | 失 策     | 併 殺     | 守 備 率  |
| ----- | ----- | --------- | --------- | --------- | --------- | --------- | --------- |
| 2021  | TEX   | 1         | 0         | 1         | 0         | 0         | 1.000     |
| 2023  | TEX   | 3         | 0         | 1         | 0         | 0         | 1.000     |
| 2024  | TEX   | 46        | 2         | 3         | 0         | 0         | 1.000     |
| MLB   | MLB   | 50        | 2         | 5         | 0         | 0         | 1.000     |

- 2024年度シーズン終了時

### 背番号
- 73（2021年）
- 67（2023年 - ）